# 박철언
박철언(朴哲彦, 1942년 8월 5일~)은 대한민국의 정치인, 관료, 법조인이다. 제13·14·15대 국회의원을 지냈다.
제8회 고등고시 사법과에 합격 후 검사로 근무했다. 1980년에 국가보위비상대책위원회 법사위원으로 파견 근무하면서 5공 헌법 기초 작업에 참여했다. 본관은 밀양(密陽)이며 호(號)는 청민(靑民)이다. 5공 때 청와대 정무비서관, 안기부장 특별보좌관을 역임했고, 노태우 대통령 취임 후 전국구 국회의원, 정무1장관, 체육부장관을 역임했으며, 민정당 공천권을 행사하고 7.7 선언을 주도하였다. 1990년 삼당 합당 이후 김영삼과 갈등하다가 밀려났고, 슬롯머신 사건으로 구속됐다가 풀려났다. 2000년 16대 국회의원 총선에서 낙선 후, 정계를 은퇴하였다.

## 생애

### 생애 초반
박철언은 1942년 8월 5일, 경상북도 성주에서 태어났다. 1961년에 경북고등학교를 졸업하고 서울대학교에 합격, 이듬해 서울대 법대에 입학하였다.
1965년 2월 26일 서울대학교 법학과를 졸업, 이때 서울대학교 총장상을 수상했다.
1965년 고등고시 사법과 1차에 합격하였다.

### 검사 생활
1967년 제7회 사법시험 1차에 합격하고, 그해 8월 제8회 고등고시 사법과에 최종 합격하였다. 1972년 4월 12일 부산지검 검사로 발령, 그해 5월 4일 오염된 물에 어패류를 씻은 수산업자와 5월 6일 냉동설비를 갖추지 않고 우유를 운송한 비락우유 대표 등을 적발, 기소하였다.
1973년 7월 21일 학벌, 파벌싸움을 하던 부산복음병원 수련의들을 기소, 송치하였다.
1973년 8월 13일 폭력행위등 처벌에관한법률위반혐의로 송치된 축구선수 이회택을 기소했으나 차범근 등의 선처 탄원으로 8월 24일 기소유예, 석방시켰다. 1973년 10월 보조금 3백만원을 횡령한 부산 아네리세 육아원장, 이사장을 구속했다.
1974년 3월 낙동강 하구 무허가 매립 사건, 천연기념물 179호로 지정한 낙동강 하구 철새도래지를 훼손한 업자들을 수사, 부산시청 건설사업소장 등을 입건, 기소하였다. 1974년 8월 23일 서울지검으로 발령받고, 이후 검찰1과 겸 서울지검 검사, 1976년 7월 23일 법무부 검찰국 겸 서울지검 검사, 77년 8월 27일 법무부 검찰국 검찰제2과 검사, 78년 2월 7일 서울지검 검사가 됐다.
78년 7월에는 아파트 분양 특혜를 준 현대건설 임직원 및 관련자 수사에, 추가 투입되었다. 1979년 8월에는 공무원 신분을 숨기고 민간 기업 활동을 겸직한 서울중부세무서 부가가치계장 조OO을 수사하였다. 1979년 8월 YH 무역 여자노동자 김경숙 추락사망 사건의 수사를 담당하였다. 1980년 법무부 검찰국으로 발령받았다.
1980년 2월 남민전 관련자 수사에 참여하였다.

### 5공화국 활동
검사로 활동하다가, 신군부의 등장 이후 1980년에 국가보위비상대책위원회 법사위원으로 파견 근무하면서 제5공화국 헌법의 기초작업에 참여했다. 1980년 11월 4일 법무부 검찰국 검사가 됐다가 12월 9일 서울고검 검사로 발령받았다. 그 후 청와대 정무비서관과 국가안전기획부장 특별보좌관 등을 지내면서 비밀리에 20여 차례 북한을 방문하였다. 박철언은 전두환의 후계자로 지목되던 노태우를 언제나 보좌하였다.
1983년 청와대 비서관으로 서울지검 특수2부장을 겸직했다. 1984년 서울지검 부장검사 겸 법무부 갱생보호위원, 이후 법무연수원연구위원을 거쳐 1986년 11월 28일 검사장으로 승진했다. 1987년 대검찰청 검사장으로 재직 중 고문 수사는 민주 질서에 역행한다는 논문을 발표, 화제가 되었다.

### 6공화국 활동
1988년 노태우가 대통령에 취임한 후 그해 3월 대통령 정책담당 보좌관, 7월 청와대 비서관이 되었으며, 곧 민주정의당 제13대 전국구 국회의원 되고 '6공의 황태자'로 불리면서 정무제1장관과 체육청소년부 장관 등을 지냈다. 하지만 박철언은 '6공의 황태자'라는 명칭 자체가 김영삼 당시 민주자유당 대표에게 해당되는 말이라면서 정작 본인 자신은 그 명칭이 어울리지 않는다고 주장하였다.
노태우의 대통령 당선의 일등 공신으로서 노태우 정부를 세우는 데 크게 기여하였다. 또한 전두환의 영향력을 제거하고 노태우를 명실상부한 대통령으로 만든 것도 그였다. 또한 민주정의당의 공천권을 가졌고 7·7 선언의 주역이기도 하였다.
1990년 1월에 3당합당 직전 합당을 중재하였다. 그는 김영삼이 3당합당을 의논한 대상이기도 하였으나 후일 차기 후계자 자리를 놓고 김영삼과 다투다가 밀려났고, 결국 민주자유당을 탈당하고 통일국민당에 합류한 후에는 슬롯머신 사건으로 정치적 몰락의 길을 걸었다. 그해 4월 정무1장관에서 사직서를 제출하고 8월 4일부터 14일에는 소련을 방문, 고르바초프 소련 대통령을 면담하고 귀국했다.
3당합당 이후 제14대 국회의원에 당선되었으나 김영삼과 충돌하면서 1992년 민주자유당을 탈당하고 통일국민당에 입당하여 제14대 대선에 대항하여 출마한 정주영 후보를 지원하였으나 정주영은 3위로 낙마하였다. 1993년에 슬롯머신 사건으로 의원직을 상실하고 1년 6개월을 복역했다. 이 사건에 대해 자신의 잘못이 아니라고 주장하였는데 이 내용은 자신의 자서전에 서술되어 있다.
민주자유당을 탈당한 김종필이 자유민주연합을 창당하자 그에 합류하여 1996년에 실시된 제15대 총선에 출마하여 당선되었다. 1997년 제15대 대선에서는 이른바 DJP연합에 따라 김대중을 지원하였고 김대중은 대통령에 당선되었다. 하지만 2000년에 실시된 제16대 총선에 자유민주연합 소속으로 수성구 갑에 출마하였으나 낙마하였고 이후 정계를 은퇴하였다. 2005년에 회고록《바른 역사를 위한 증언》을 출간했고 이후 한동안 시인으로도 활동하였다.
그밖에 개인 변호사 사무실을 개업 변호사박철언법률사무소 대표로도 활동했고, 한반도복지통일재단 이사장을 지냈다.

### 내각 책임제 개헌과 김영삼과의 갈등
박철언은 내각 책임제 개헌을 고수하였다. "전당대회 직전 노태우 대통령과 김영삼 대표, 김종필 최고위원이 내각 책임제 개헌에 합의하고 각서를 만들었다."는 1990년 10월 25일자 중앙일보 기사에서는 5달 전 나갔던 동일한 기사의 약점을 완벽하게 보완하는 기사를 내보냈다. 합의각서의 복사본을 공개한 것이다.
김영삼 측에서는 "합의 문서 공개는 김 대표를 궁지에 몰아넣어 대권을 주지 않으려는 정치공작이다. 국민이 원하지 않는 것은 절대로 못하니 차라리 내각제를 백지화하라."며 저항했다.
한편 박철언은 내각제에 생사를 걸었다. 국회의원을 많이 거느린 사람이 권력을 움켜쥐는 내각제는 그를 위한 제도였다. 그는 다수파인 민정계의 실질적인 리더였다. 그러나 내각제 개헌에서는 김영삼이 반대하면 실현할 방법이 없다는 치명적인 문제가 도사리고 있었다. 박철언은 내각제가 무너지면 자신도 무너지고 만다 고 보았고, 그는 무슨 수를 써서라도 김영삼이 내각제 합의에서 벗어나지 못하게 하려고 노심초사했다. 김영삼이 그렇게 꺼리던 내각제 합의 문서에 사인을 받는 것이 관건이었다. 박철언은 끊임없이 집착하였고 결국 성공했다.
그러나 종이 한 장으로 김영삼의 발목을 잡을 수 있다고 생각했다면 단단히 오해한 것이었다. 1990년 10월 당시 김영삼은 울며 겨자먹기로 각서에 서명을 했지만, 그 합의를 지킬 생각은 처음부터 없었다. 대통령직은 실권이 사라진다는 점에 김영삼은 결사적으로 내각제를 반대했다.
1992년 초에 김영삼은 다시 노태우와 박철언을 압박해왔다.
| “ | 내각제를 백지화하라. 그렇지 않으면 탈당하겠다. 나, 김영삼 아니면 누가 정권을 재창출할 수 있겠느냐? | ” |

노태우와 박철언은 김영삼이 없는 정권재창출의 묘책을 찾아야 했지만, 결국 성공하지 못했다.노태우와 박철언은 전두환이 한때 후계자의 한 사람으로 고려했던 노재봉을 영입하였다. 노재봉 내각을 내세운 박철언의 공세는 마지막 발악이었을 뿐이었다. 김영삼은 박철언에게 후계자를 주면 즉시 반정부 투쟁을 하겠다고 압박해왔고, 결국 노태우는 굴복했다. 1991년 4월 6일에 박철언은 노태우의 명으로 그의 지지 기반이던 월계수회의 고문직을 사임한다. 김영삼에 맞서 민주자유당 대통령 후보자가 되려고 했던 박태준과 이종찬의 운명도 박철언과 크게 다르지 않았다. 1992년 5월 19일에 마침내 김영삼은 드디어 민주자유당 대통령 후보에 선출된다. "호랑이굴에 들어가 호랑이에게 잡혀 먹힐 것이다."라고 김영삼을 조롱했던 민정계의 입에서 탄성이 흘러나왔다.

## 학력
- 대구초등학교 졸업
- 경북중학교 졸업
- 경북고등학교 졸업
- 서울대학교 법과대학 졸업 (법학사)
- 서울대학교 사법대학원 석사과정 졸업, 법학석사 (학위논문명 : 직업선택의 자유와 그 제한)
- 미국 조지 워싱턴 대학교 대학원 법학석사
- 미국 조지타운 대학교 대학원 법학석사
- 한양대학교 대학원 법학과 박사과정 졸업, 법학박사 (학위논문명 - 언론자유와 국가안보의 상충과 조화에 관한 연구 : 국가비밀에 대한 접근이용의 제한을 중심으로)

## 저서
- 《바른 역사를 위한 증언(5공, 6공, 3김 시대의 정치 비사》전2권 (랜덤하우스중앙, 2005)
- 《4077 면회 왔습니다》(행림출판, 1995)
- 《변화를 두려워하는 자는 창조할 수 없다》(고려원, 1992)
- 《작은 등불 하나》(시집,행림출판, 2004)

## 가족
- 배우자: 현경자
- 자녀: 1남 2녀

## 역대 선거 결과
|  | 34.0% |

|  | 58.81% |

|  | 53.34% |

|  | 24.04% |

## 같이 보기
- YH 사건
- 3당 합당
- 검찰청
- 남민전 사건
- 대구 수성구의 국회의원
- 수성구 갑
- 제5공화국
- 제6공화국

## 박철언을 연기한 배우들
- 제5공화국(2005년) - 이승형